# Ламбрехтс, Шарль Жозеф Матье
Граф Шарль Жозе́ф Матье́ Ламбре́хтс (нем. Lambrechts; 1753—1823) — французский государственный деятель.
Был профессором канонического права в Лувене. В 1797—1799 был министром юстиции. В наполеоновском сенате принадлежал к независимому меньшинству и голосовал против установления империи. В 1814, после падения Наполеона, подготовил конституцию, принятую сенатом. С 1819 был членом палаты депутатов.